# Еспен Барт Ейде
Еспен Барт Ейде (норв. Espen Barth Eide; нар. 1 травня 1964, Осло, Норвегія) — норвезький політолог і керуючий директор Всесвітнього економічного форуму. Міністр оборони (2011–2012) та міністр закордонних справ (2012–2013).

## Біографія
У 1993 році він закінчив факультет політології Університету Осло. У тому ж році він був найнятий дослідником Норвезького інституту міжнародних відносин (NUPI), в якому у 1996-2000 роках очолює одну з програм. Також став брати участь у діяльності Норвезької робітничої партії, працював політичним радником партії в Осло. З 2000 до 2001 обіймав посаду державного секретаря в Міністерстві закордонних справ. Пізніше він повернувся до NUPI, де в 2002 році став директором департаменту міжнародної політики. У 2005 році, після повернення до влади Робітничої партії, призначений статс-секретарем у Міністерстві оборони, у 2010 році зайнявши цю саму посаду в Міністерстві закордонних справ. У 2011 році він став членом уряду як міністр оборони, а через рік, Єнс Столтенберг доручив йому Міністерство закордонних справ (термін закінчився у 2013 році).